# Eleições estaduais em Minas Gerais em 1974
As eleições estaduais em Minas Gerais em 1974 ocorreram em duas fases conforme prescrevia o Ato Institucional Número Três e assim a eleição indireta do governador Aureliano Chaves e do vice-governador Ozanam Coelho foi em 3 de outubro e a escolha do senador Itamar Franco, 37 deputados federais e 61 estaduais aconteceu em 15 de novembro sob um ritual aplicado aos 22 estados e aos territórios federais do Amapá, Rondônia e Roraima, sendo que os mineiros residentes no Distrito Federal escolheram seus representantes para o Congresso Nacional por força da Lei n.º 6.091 de 15 de agosto de 1974.
Engenheiro elétrico e mecânico nascido em Três Pontas e formado pela Universidade Federal de Itajubá com curso de Organização Racional na Universidade Federal Fluminense, Aureliano Chaves lecionou na referida instituição e foi engenheiro-chefe da prefeitura de Itajubá antes de migrar para Belo Horizonte, onde deu aulas na Pontifícia Universidade Católica de Minas Gerais. Eleito suplente de deputado estadual via UDN em 1958, exerceu o mandato por força de convocação e foi indicado para compor a diretoria da Eletrobras. Reeleito em 1962, pediu licença do mandato e serviu ao governo Magalhães Pinto como secretário de Educação e pouco mais de um ano após a vitória do Regime Militar de 1964 foi nomeado secretário de Viação e Obras Públicas. Eleito deputado federal pela ARENA em 1966, votou contra o pedido do Executivo para processar o deputado Márcio Moreira Alves, autor de um discurso considerado ofensivo às Forças Armadas em 1968, ano em que o Ato Institucional Número Cinco foi outorgado. Reeleito deputado federal em 1970, tornou-se governador de Minas Gerais após escolha do presidente Ernesto Geisel em 1974.
Advogado formado em 1936 pela Universidade Federal de Minas Gerais, Ozanam Coelho nasceu em Ubá e trabalhou na prefeitura de Belo Horizonte antes de tornar-se promotor de Justiça em Bom Sucesso. Prefeito de sua cidade natal durante o Estado Novo, herdou a liderança política de seu pai, Levindo Coelho. Depois de duas tentativas frustradas, elegeu-se deputado estadual pelo PSD em 1954 e três anos depois adquiriu o jornal Folha do Povo sendo eleito deputado federal em 1958 e 1962. Filiado à ARENA em auxílio ao Regime Militar de 1964, tornou-se secretário-geral do partido em Minas Gerais sendo reeleito para a Câmara dos Deputados em 1966 e 1970. Eleito vice-governador na chapa de Aureliano Chaves em 1974, assumiu o poder em 1978 quando o titular renunciou a fim de eleger-se vice-presidente na chapa do general João Figueiredo.
Nascido a bordo de um navio que fazia cabotagem entre Salvador e Rio de Janeiro, Itamar Franco foi registrado na capital baiana e nos primeiros meses de vida passou a residir em Juiz de Fora. Graduado engenheiro civil e eletrotécnico pela Universidade Federal de Juiz de Fora, filiou-se ao PTB e amargou derrotas na política municipal. Adversário do Regime Militar de 1964, ingressou no MDB e conquistou a prefeitura de Juiz de Fora em 1966 e 1972. Porém, renunciou ao mandato a fim de disputar as eleições de 1974 quando conquistou um mandato de senador.

## Resultado da eleição para governador
Para esta eleição compareceram à Assembleia Legislativa de Minas Gerais 53 deputados estaduais sendo que os seis representantes do MDB se abstiveram e assim a chapa oficial recebeu os votos da bancada da ARENA.
| Candidatos a governador do estado | Candidatos a vice-governador | Número | Coligação             | Votação | Percentual |
| --------------------------------- | ---------------------------- | ------ | --------------------- | ------- | ---------- |
| Aureliano Chaves ARENA            | Ozanam Coelho ARENA          | -      | ARENA (sem coligação) | 47      | 88,68%     |

## Resultado da eleição para senador
Conforme o Tribunal Superior Eleitoral houve 2.707.391 votos nominais (78,18%), 481.985 votos em branco (13,92%) e 273.471 votos nulos (7,90%), resultando no comparecimento de 3.462.847 eleitores.
| Candidatos a senador da República | Primeiro suplente de senador | Número | Coligação             | Votação   | Percentual |
| --------------------------------- | ---------------------------- | ------ | --------------------- | --------- | ---------- |
| Itamar Franco MDB                 | Jair Negrão de Lima MDB      | -      | MDB (sem coligação)   | 1.443.443 | 53,31%     |
| José Augusto ARENA                | Manoel Taveira ARENA         | -      | ARENA (sem coligação) | 1.263.948 | 46,69%     |

## Deputados federais eleitos
São relacionados os candidatos eleitos com informações complementares da Câmara dos Deputados.

Representação eleita
  ARENA: 23
  MDB: 14

| Deputados federais eleitos | Partido | Votação | Percentual | Cidade onde nasceu    | Unidade federativa |
| Jorge Ferraz               | MDB     | 91.025  |            | Belo Horizonte        | Minas Gerais       |
| Renato Azeredo             | MDB     | 76.438  |            | Sete Lagoas           | Minas Gerais       |
| Tancredo Neves             | MDB     | 71.949  |            | São João del-Rei      | Minas Gerais       |
| Francelino Pereira         | ARENA   | 65.754  |            | Angical do Piauí      | Piauí              |
| Fagundes Neto              | ARENA   | 61.950  |            | São Gonçalo           | Rio de Janeiro     |
| Homero Santos              | ARENA   | 61.774  |            | Uberlândia            | Minas Gerais       |
| Nelson Thibau              | MDB     | 61.768  |            | Belo Horizonte        | Minas Gerais       |
| Marcos Tito                | MDB     | 61.386  |            | Belo Horizonte        | Minas Gerais       |
| Sílvio Abreu Júnior        | MDB     | 60.389  |            | Juiz de Fora          | Minas Gerais       |
| Murilo Badaró              | ARENA   | 56.491  |            | Minas Novas           | Minas Gerais       |
| Sinval Boaventura          | ARENA   | 56.070  |            | Rio Paranaíba         | Minas Gerais       |
| Paulino Cícero             | ARENA   | 55.755  |            | São Domingos do Prata | Minas Gerais       |
| Nogueira da Gama           | MDB     | 54.752  |            | Cataguases            | Minas Gerais       |
| Jairo Magalhães            | ARENA   | 53.101  |            | Serro                 | Minas Gerais       |
| Francisco Bilac Pinto      | ARENA   | 51.391  |            | Santa Rita do Sapucaí | Minas Gerais       |
| José Bonifácio             | ARENA   | 50.547  |            | Barbacena             | Minas Gerais       |
| José Nobre                 | MDB     | 50.202  |            | Caetité               | Bahia              |
| Genival Tourinho           | MDB     | 48.899  |            | Montes Claros         | Minas Gerais       |
| Jorge Vargas               | ARENA   | 48.734  |            | Paracatu              | Minas Gerais       |
| José Machado               | ARENA   | 47.173  |            | Guanhães              | Minas Gerais       |
| Carlos Cotta               | MDB     | 47.015  |            | Dom Silvério          | Minas Gerais       |
| Tarcísio Delgado           | MDB     | 46.662  |            | Juiz de Fora          | Minas Gerais       |
| Aécio Cunha                | ARENA   | 45.944  |            | Teófilo Otoni         | Minas Gerais       |
| Altair Chagas              | ARENA   | 45.765  |            | Inhapim               | Minas Gerais       |
| Juarez Batista             | MDB     | 43.430  |            | Uberaba               | Minas Gerais       |
| Melo Freire                | ARENA   | 43.270  |            | Passos                | Minas Gerais       |
| Nogueira de Rezende        | ARENA   | 43.221  |            | Conselheiro Lafaiete  | Minas Gerais       |
| Raul Bernardo              | ARENA   | 42.776  |            | Belo Horizonte        | Minas Gerais       |
| Fábio Fonseca              | MDB     | 42.759  |            | Uberlândia            | Minas Gerais       |
| Navarro Vieira             | ARENA   | 42.677  |            | Botelhos              | Minas Gerais       |
| Geraldo Freire             | ARENA   | 42.595  |            | Boa Esperança         | Minas Gerais       |
| Bias Fortes                | ARENA   | 42.411  |            | Barbacena             | Minas Gerais       |
| Bento Gonçalves            | ARENA   | 42.282  |            | Matozinhos            | Minas Gerais       |
| Humberto Souto             | ARENA   | 38.988  |            | Montes Claros         | Minas Gerais       |
| João Batista Miranda       | ARENA   | 38.378  |            | Lajinha               | Minas Gerais       |
| Manoel de Almeida          | ARENA   | 37.088  |            | Januária              | Minas Gerais       |
| Cotta Barbosa              | MDB     | 29.953  |            | Abre-Campo            | Minas Gerais       |

## Deputados estaduais eleitos
Foram escolhidos 61 deputados estaduais para a Assembleia Legislativa de Minas Gerais.

Representação eleita
  ARENA: 37
  MDB: 24

Fonteː
| Deputados estaduais eleitos | Partido | Votação | Percentual | Cidade onde nasceu     | Unidade federativa |
| Júnia Marise                | MDB     | 55.131  |            | Belo Horizonte         | Minas Gerais       |
| Milton Sales                | ARENA   | 42.281  |            |                        |                    |
| Eurípedes Craide            | MDB     | 40.523  |            | Conquista              | Minas Gerais       |
| Carlos Eloy                 | ARENA   | 35.859  |            | Pompéu                 | Minas Gerais       |
| João Pinto Ribeiro          | MDB     | 35.686  |            | Belo Vale              | Minas Gerais       |
| Ronaldo Canedo              | ARENA   | 34.694  |            | Muriaé                 | Minas Gerais       |
| Vicente Guabiroba           | ARENA   | 34.482  |            | Itamarandiba           | Minas Gerais       |
| Christovam Chiaradia        | ARENA   | 33.464  |            | Córrego do Bom Jesus   | Minas Gerais       |
| Gerardo Renault             | ARENA   | 33.327  |            | Belo Horizonte         | Minas Gerais       |
| Dalton Canabrava            | MDB     | 32.720  |            | Curvelo                | Minas Gerais       |
| José Laviola                | ARENA   | 32.369  |            | Muriaé                 | Minas Gerais       |
| Sérgio Ferrara              | MDB     | 31.792  |            | Belo Horizonte         | Minas Gerais       |
| José Bonifácio Filho        | ARENA   | 31.610  |            | Belo Horizonte         | Minas Gerais       |
| Antônio Dias                | ARENA   | 31.334  |            | Montes Claros          | Minas Gerais       |
| Artur Fagundes              | ARENA   | 30.347  |            | Montes Claros          | Minas Gerais       |
| Domingos Lanna              | ARENA   | 29.765  |            | Rio Casca              | Minas Gerais       |
| Narcélio Mendes             | ARENA   | 29.194  |            |                        |                    |
| Euclides Cintra             | ARENA   | 27.961  |            |                        |                    |
| Rafael Caio                 | ARENA   | 26.979  |            | Guanhães               | Minas Gerais       |
| Cyro Maciel                 | ARENA   | 26.828  |            | Piranga                | Minas Gerais       |
| Dênio Moreira               | ARENA   | 26.705  |            |                        |                    |
| Nilson Gontijo              | MDB     | 26.435  |            | Bom Despacho           | Rio de Janeiro     |
| José Santana de Vasconcelos | ARENA   | 26.186  |            | Alvinópolis            | Minas Gerais       |
| Mário Assad                 | ARENA   | 25.627  |            | Manhuaçu               | Minas Gerais       |
| Morvan Acaiaba              | ARENA   | 24.366  |            | Varginha               | Minas Gerais       |
| João Ferraz                 | ARENA   | 24.332  |            |                        |                    |
| Gomes Moreira               | MDB     | 24.298  |            |                        |                    |
| Fernando Junqueira          | ARENA   | 24.262  |            |                        |                    |
| Sebastião Nascimento        | ARENA   | 24.192  |            | Patrocínio             | Minas Gerais       |
| José Honório                | ARENA   | 23.923  |            |                        |                    |
| Lourival Brasil             | ARENA   | 23.470  |            | Estrela do Sul         | Minas Gerais       |
| Haroldo Lopes da Costa      | MDB     | 22.477  |            | Belo Horizonte         | Minas Gerais       |
| Fábio Notini                | MDB     | 29.472  |            |                        |                    |
| Sylo Costa                  | ARENA   | 22.109  |            |                        |                    |
| João Pedro Gustin           | ARENA   | 21.745  |            | Araraquara             | São Paulo          |
| João Navarro                | ARENA   | 21.317  |            |                        |                    |
| João Bello                  | ARENA   | 21.198  |            | Porciúncula            | Rio de Janeiro     |
| Telêmaco Pompei             | ARENA   | 20.939  |            | Patrocínio do Muriaé   | Minas Gerais       |
| Wilson Tanure               | MDB     | 20.590  |            |                        |                    |
| Cícero Dumont               | ARENA   | 20.581  |            |                        |                    |
| Jésus Trindade              | ARENA   | 20.527  |            | Barra Longa            | Minas Gerais       |
| Olavo Costa                 | MDB     | 20.518  |            |                        |                    |
| Luiz Baccarini              | MDB     | 20.495  |            | São João del Rei       | Minas Gerais       |
| Fábio Vasconcelos           | ARENA   | 20.397  |            | Barra Longa            | Minas Gerais       |
| Mendes Barros               | MDB     | 20.194  |            | Nova Era               | Minas Gerais       |
| Elmo Braz                   | MDB     | 19.797  |            |                        |                    |
| Humberto de Almeida         | ARENA   | 19.319  |            | Cássia                 | Minas Gerais       |
| Lúcio de Souza Cruz         | ARENA   | 19.236  |            | Curvelo                | Minas Gerais       |
| João Marques                | ARENA   | 19.167  |            |                        |                    |
| Ferraz Caldas               | MDB     | 18.790  |            | Pedralva               | Minas Gerais       |
| Raimundo Albergaria         | ARENA   | 18.590  |            |                        |                    |
| Emílio Gallo                | ARENA   | 18.426  |            | Jaguaraçu              | Minas Gerais       |
| Jorge Carone                | MDB     | 18.270  |            | Visconde do Rio Branco | Minas Gerais       |
| Milton Lima                 | MDB     | 17.764  |            | Araguari               | Minas Gerais       |
| Pedro Narciso               | MDB     | 17.608  |            |                        |                    |
| Neif Jabur                  | MDB     | 17.485  |            | Passos                 | Minas Gerais       |
| Emílio Haddad               | MDB     | 17.410  |            | Oliveira               | Minas Gerais       |
| Said Arges                  | MDB     | 17.405  |            | Congonhas              | Minas Gerais       |
| Kemil Kumaira               | MDB     | 16.388  |            | Teófilo Otoni          | Minas Gerais       |
| Genésio Bernardino          | MDB     | 16.031  |            | Mutum                  | Minas Gerais       |
| Amilcar Padovani            | MDB     | 15.945  |            | Juiz de Fora           | Minas Gerais       |